# Бански суходол (циркус)
 Тази статия е за циркуса.  За върха вижте Бански суходол (връх).  
Банският суходол е циркус в северния дял на Пирин планина. Той е един от най-добре оформените и големи циркуси в Северен Пирин. Разположен а на средна надморска височина от около 2300 метра. Ограден е от връх Бански суходол на югозапад, от Котешкия рид на северозапад и от рида Църна могила на югоизток.
Циркусът има форма на корито с дължина около 3 километра и ширина около 1 километър и е с отвор на североизток. Дъното му се използва за ски-спорт, тъй като има постоянен лавинен снежник. Безводен е и е формиран в окарстени мрамори. В склоновете, които го ограждат има 24 пропастни пещери. Изходни пунктове към циркуса са хижа „Бъндерица“ и град Банско.